# Hugo Lahtinen
Hugo Jalmari Lahtinen, född 29 november 1891 i Tammerfors, död 29 december 1977 i Tammerfors, var en finländsk friidrottare.
Lahtinen blev olympisk bronsmedaljör i femkamp vid sommarspelen 1920 i Antwerpen.